# Edward Gargan
Edward Gargan (Nova York, 17 de juliol de 1902 - Nova York, 19 de febrer de 1964) va ser un actor cinematogràfic i televisiu de nacionalitat estatunidenca.

## Biografia
Nascut al barri de Brooklyn, a la ciutat de Nova York, en el si d'una família d'origen irlandès, ell era el germà major del també actor William Gargan.
Només acabar els seus estudis va començar a actuar en el teatre, aconseguint una àmplia experiència interpretativa gràcies al seu treball en obres com My Maryland, Rose Marie i Good News, tot això abans de debutar al cinema.
Gargan va ser un dels actors més prolífics de la història del cinema (moltes de les seves actuacions van ser sense acreditar). La Internet Movie Database xifra en més de 300 les seves actuacions, entre 1921 i 1952 en el cinema, i entre 1951 i 1953 a la televisió.
Edward Gargan morir el 1964, als 61 anys, a Nova York.

## Selecció de la seva filmografia
- Tarnished Lady 1931
- The Girl in 419 1933
- Bombshell 1933
- Wild Gold 1934
- One New York Night 1935
- Miss Pacific Fleet 1935
- Behind the Green Lights 1935
- Ceiling Zero 1936
- Hearts in Bondage 1936
- My Man Godfrey 1936
- Un gran tipus (Great Guy) 1936
- Jim Hanvey, Detectiu 1937
- Back in Circulation 1937
- Spring Madness 1938
- Night Work 1939
- The Saint Strikes Back 1939
- Wolf of New York 1940
- Thieves Fall Out 1941
- Ellery Queen and the Murder Ring 1941
- Affectionately Yours 1941
- Blondie for Victory 1942
- Over My Dead Body 1942
- The Falcon Strikes Back 1943
- San Fernando Valley 1944
- Wonder Man 1945
- The Beautiful Cheat 1945
- High Powered 1945
- Behind the Mask 1946
- The Ghost Goes Wild 1947
- Waterfront A Les Midnight 1948
- El gran goril·la (Mighty Joe Young) 1949
- Triple Trouble 1950
- Bedtime for Bonze 1951
- Adventures of Gallant Bess 1952